# Друга Григор'євка
Друга Григо́р'євка (рос. Вторая Григорьевка) — село у складі Сакмарського району Оренбурзької області, Росія.

## Населення
Населення — 168 осіб (2010; 177 у 2002).
Національний склад (станом на 2002 рік):
- росіяни — 68 %